# 鮪男
鮪男（まぐを、1969年1月1日 - ）は、プロスパー所属の俳優、お笑い芸人、そっくり館キサラの店長。本名:川倉正一（かわくら まさかず）。息子が4人 。神奈川県横浜市出身。以前はプロダクション・タンクに所属していた。

## 経歴・芸風
- R-1ぐらんぷりで、2006,2007と2年連続準決勝進出。
- 天の声の指示通りに行動する『SMシリーズ』というものがある。（天の声は鮪男本人による音声）

## 出演番組

### テレビ
- 夢みる葡萄〜本を読む女〜（NHK）
- さわやか3組（NHK教育）教師、堀口 邦夫役
- サイコメトラーEIJI2（日本テレビ）
- 考古学者 佐久間玲子（日本テレビ）
- ウルトラマンガイア（TBS）
- ウルトラマンコスモス（TBS）第40話、竹内（統合防衛軍幹部）役
- 異議あり!女弁護士大岡法江（テレビ朝日）
- 仮面ライダー555（テレビ朝日）
- 相棒（テレビ朝日）- 第11話「右京撃たれる特命係15年目の真実」、第12話「午後9時30分の復讐、特命係、最後の事件」　警視庁特命課田上役
- 奇跡体験!アンビリバボー（フジテレビ）
- 花村大介（フジテレビ）
- とんねるずのみなさんのおかげでした（フジテレビ）ギャラクシーフジヤマ　川倉隊員
- 爆笑レッドカーペット（フジテレビ） - キャッチコピーは「レアもの本日入荷」
- 新春ピンクカーペット（フジテレビ）-キャッチコピーは「レアもの本日入荷」
- 爆笑!ものまねウォーズ（TBSテレビ）- 2011年1月2日、2011年3月30日

### CM
- バイオテック バイオテック・ヘアー
- 大正製薬 ゼナ
- エスエス製薬 エスカップ・ゴールド
- ポッカ 顔缶 ゴマキの顔缶（引越し業者役、歌声も）
- P&G ボールド
- L'Arc〜en〜Ciel（新曲シングルCM、刑事役）

### PV
- サザンオールスターズ
- 花*花

### 映画
- 突入せよ! あさま山荘事件
- ターン TURN
- 雨あがる

### 舞台
- 明日天気になれ
- 天までとどけ
- スウィッシュ!
- OH! WHAT ABRICK!
- 美少女戦士セーラームーン
- Present